# Barbara Collier
Barbara Jean Collier (* 27. Februar 1940 in Stratford, Ontario) ist eine kanadische Opernsängerin (Sopran).

## Leben
Collier absolvierte ein Studium der Anthropologie im Trinity College der University of Toronto, das sie 1962 mit dem Bachelor abschloss. Daneben erhielt sie eine Stimm- und Musikausbildung bei Gordon D. Scott in ihrem Heimatort (1956–59) und Douglas Bodle in Toronto (1960–61) und war zwei Jahre Mitglied der Festival Singers of Toronto. 1960 gewann sie die Rosebowl beim Kiwanis Festival.
Von 1962 bis 1965 erhielt Collier Unterricht bei Rodolfo Mele in London, unterbrochen von einem Studienaufenthalt an der Musikhochschule Köln und am Mozarteum (Unterricht bei Erik Werba). Als Opernsängerin debütierte sie 1965 in der Rolle der Liu in Puccinis Oper Turandot in Oberhausen. Sie trat in Oberhausen außerdem in Opern von Mozart, Ferenc Farkas und Werner Egk auf. Sie vervollkommnete ihre Ausbildung bei Kálmán Hetényi in Budapest und ließ sich 1968 in München nieder. In Konzerten und Oratorien trat sie mit Musikern wie Astrid Varnay, Mignon Dunn, James McCracken und Rosalind Elias auf.
1976 kehrte Collier nach Toronto zurück. Hier nahm sie an Fernsehproduktionen (u. a. Opern von Imre Kálmán) teil und trat mit der Canadian Opera Company u. a. in großen Wagner-Rollen (Gutrune in Götterdämmerung, 1973 und Gerhilde in Walküre, 1976) und als Sara in der Uraufführung von Harry Somers’ Oper Louis Riel auf. An der Pacific Opera sang sie die Konstanze in Die Entführung aus dem Serail (1981) und die Adina in Donizettis L’elisir d’amore (1983), an der Vancouver Opera die Micaela in Carmen und an der Saskatoon Opera die Mimì in La Bohème (1987) und die Violetta in La traviata (1989). 1982 nahm sie mit dem Pianisten John Coveart und dem Bassisten Janos Tessenyi ein Album mit Liedern von Zoltán Kodály auf.